# Свети Исаија од Оногошта
Свети Исаија од Оногошта, познат и као Свети Исаија Острошки, је био православни монах који се подвизавао у пећинским испосницама острошких греда у Црној Гори. На тим испосницама је свети Василије Острошки у 17. вијеку подигао манастир Острог.
Данас се о животу светог Исаије од Оногошта скоро ништа не зна, осим да је на мјесту данашњег манастира Острог био изградио пећинску црквицу Ваведења Пресвете Бородице, коју је Свети Василије касније обновио и изградио манастир. Свети Исаија од Оногошта се слави 11. маја по грегоријанском календару. У манастиру Острог је изграђен параклис који је посвећен овом светитељу.
Митрополит Црногорско-приморски Амфилохије је у манастиру Острог о њему рекао:
„Он је овдје први служио Господу тајно, и данас не знамо ни његово поријекло, да ли је од Бошковића из Орје Луке, да ли је из Оногошта, само знамо оно што је кристално јасно да се он овдје подвизавао и припремио ово мјесто Светом Василију и да су његове мошти Турци спалили на Планиници, као што су мошти Светог Саве спалили на Врачару. Пламен његових моштију није се угасио, већ је из пламена моштију Преподобног Исаије засијала острошка светиња.
Преподобни Исаија није дошао овдје да га славе и да га прослављају, већ се он овјде сакрио од очију свијета да би само био видан Богу живоме. Сакрио се, сакрио своје поријекло овоземаљско, али је подвигом открио своје небеско поријекло и присајединио се Ономе који је засијао из гроба Васкрсењем, Христу Богу нашем.“